# Souverain (bouteille)
Pour les articles homonymes, voir Souverain.
Le souverain est une bouteille en verre conçue pour contenir l’équivalent de trente-cinq bouteilles de 75 cl, soit vingt-six litres un quart.